# Artur Girbal i Balandru
Artur Girbal i Balandru (Girona, 8 d'abril de 1866 - ?) fou un fotògraf, pintor, poeta i escriptor.

## Biografia
Artur Girbal nasqué a Girona l'any 1866 i fou germà del també fotògraf Jesús Girbal i Balandru. Estudià el noviciat a Aragó i, posteriorment, retornà a Girona. Des de l'any 1887, com a mínim, començà a treballar com a aprenent de fotògraf i, més endavant, obrí una galeria fotogràfica pròpia. Obrí una galeria al número 8 del carrer del Nord, a Girona. L'any 1903, s'establí al número 14 de la plaça de la Independència. Més endavant, l'any 1907, es traslladà als baixos del número 3, de la mateixa plaça, en una antiga galeria oberta el 1867 pels fotògrafs Amís Unal i Tomàs Marca, on hi estigué fins al 1909, quan marxà a l'Havana. A més, va fer fotografies per a impressors com Joan Joanola Comalat, de Palafrugell.
Girbal fou també pintor, poeta i escriptor. L'any 1898, exposà les seves pintures als aparadors de can Cabrafiga i de can Teixidor. Els seus escrits i poemes foren publicats a Lo Geronés, entre els anys 1898 i 1903, i en revistes com ara Gerunda, el 1901; L'Enderroch, el 1902; Vida, entre els anys 1902 i 1903; i Armonia, entre els anys 1905 i 1906.
L'any 1901, es publicà a Girona el Manual de fotografia, el primer llibre sobre fotografia en català, en què hi ha una "col·lecció de fórmules, procediments, regles i demés notícies recollides de vàries revistes nacionals i estrangeres ordenades per un aficionat". És una publicació anònima, inacabada i entregada com a fulletó amb la revista Gerunda. Segons Emili Massanas i Burcet, l'autor fou, possiblement, Artur Girbal, ja que va ser l'únic col·laborador de la revista que tingué relació amb la fotografia i que, en la seva etapa de vida gironina, havia fet des d'aprenent fins a operador per a altres fotògrafs.